# Banky W.
Olubankole Wellington, né le 27 mars 1981 et plus connu sous son nom de scène Banky W et crédité au cinéma sous le nom de Banky Wellington, est un chanteur, rappeur, acteur, entrepreneur et homme politique nigérian,,.

## Biographie

### Origines et études
Banky W. est né aux États-Unis le 27 mars 1981 de parents nigérians. Sa famille est retournée au Nigeria lorsqu'il avait cinq ans. Il commence à chanter très jeune dans la chorale de son église. Il fait ses études primaires et secondaires à Lagos et retourne poursuivre ses études supérieures au Rensselaer Polytechnic Institute à New York aux États-Unis grâce à une bourse d'études. Il crée le label Empire Mates Entertainment (E.M.E) en 2002, tout en poursuivant ses études. Il a également travaillé chez GlobalSpec. En 2009, il quitte les États-Unis pour le Nigeria et crée son label à Lagos en signant des artistes comme Niyola, Shaydee, Skales et Wizkid. Il sort son premier album studio, Back in the Building, en 2005. Son premier single est Ebute Metta. Il écrit la première chanson thème d'Etisalat Nigeria intitulée "0809ja for life",.

## Carrière

### 2012-2013: R&BW
Au lendemain de la Saint-Valentin 2013, Banky W lance son nouvel album " R&BW " avec un concert intitulé " Grand Love Concert " au Civic Centre, Ozumba Mbadiwe, Victoria Island, Lagos, auquel participent plusieurs autres artistes dont Iyanya et Waje. Les deux premiers singles de l'album sont "Lowkey" et "Yes/No".

#### 2017:  Dissolution d'E.M.E
Wellington a annoncé en février 2018 la dissolution d'E.M.E en tant que maison de disques ; il déclare que la maison de disques évoluerait en tant que société de gestion de talents axée sur le marketing créatif, la publicité, les relations publiques et les événements de marque. Pour ce faire, il indique DJ Xclusive, Ebuka Obi-Uchendu, Tolu 'Toolz' Oniru et sa femme Adesua Etomi comme étant les premiers clients de la société rebaptisée.

## Autres collaborations
En 2017, Banky W participe au paraphe d'une œuvre d'art monumentale nommée Iyasile Naa, également connue sous le nom de The Legacy.

## Carrière politique
Le 11 novembre 2018, Wellington annonce son intention de se présenter au siège de la circonscription fédérale Eti-Osa de Lagos à la Chambre des représentants du Nigeria, sous la coupole du Modern Democratic Party, formé en 2017.
Le 23 février 2019, il perd les élections de la circonscription fédérale d'Eti-Osa face à Babajide Obanikoro du All Progressive Congress. À l'approche des élections générales de 2023, Wellington annonce qu'il a quitté le Modern Democratic Party pour le Peoples Democratic Party, cherchant obtenir l'aval  du parti pour briguer à nouveau le siège de la circonscription fédérale d'Eti-Osa à Lagos à la Chambre des représentants du Nigeria. En juin 2022, Banky W obtient le ticket du Peoples Democratic Party pour se présenter en tant que représentant du parti pour la circonscription d'Eti-Osa à l'approche des élections de 2023.
Cependant, l'élection présidentielle et l'élection de la Chambre fédérale des représentants qui ont eu lieu le 25 février 2023 ont été remportées par le candidat du Parti travailliste, Attah Thaddeus et Banky W a de nouveau perdu le siège de la circonscription fédérale au Nigéria. Le directeur du scrutin de l'INEC a annoncé le résultat, mais les agents du parti n'étaient pas d'accord. Les agents du parti ont contesté le résultat, mais la police et l'armée ont été appelées pour maintenir la paix et l'ordre. Lors d'une interview après l'annonce du résultat de l'élection, Banky W a accepté le résultat de l'INEC et a déclaré : "Je me sens très reconnaissant : "Je me sens très reconnaissant, même dans la défaite, en raison des choses que nous avons pu accomplir,.

## Vie privée
Banky W épouse Adesua Etomi traditionnellement le 19 novembre 2017 ; le couple a ensuite célébré son mariage blanc en Afrique du Sud le 25 novembre 2017. Il a subi avec succès une opération du cancer de la peau à l'épaule en 2017. Début 2021, Wellington et Adesua ont eu un fils ; ils ont gardé la grossesse secrète, prenant beaucoup de gens au dépourvu à l'annonce de l'arrivée du bébé,,,.

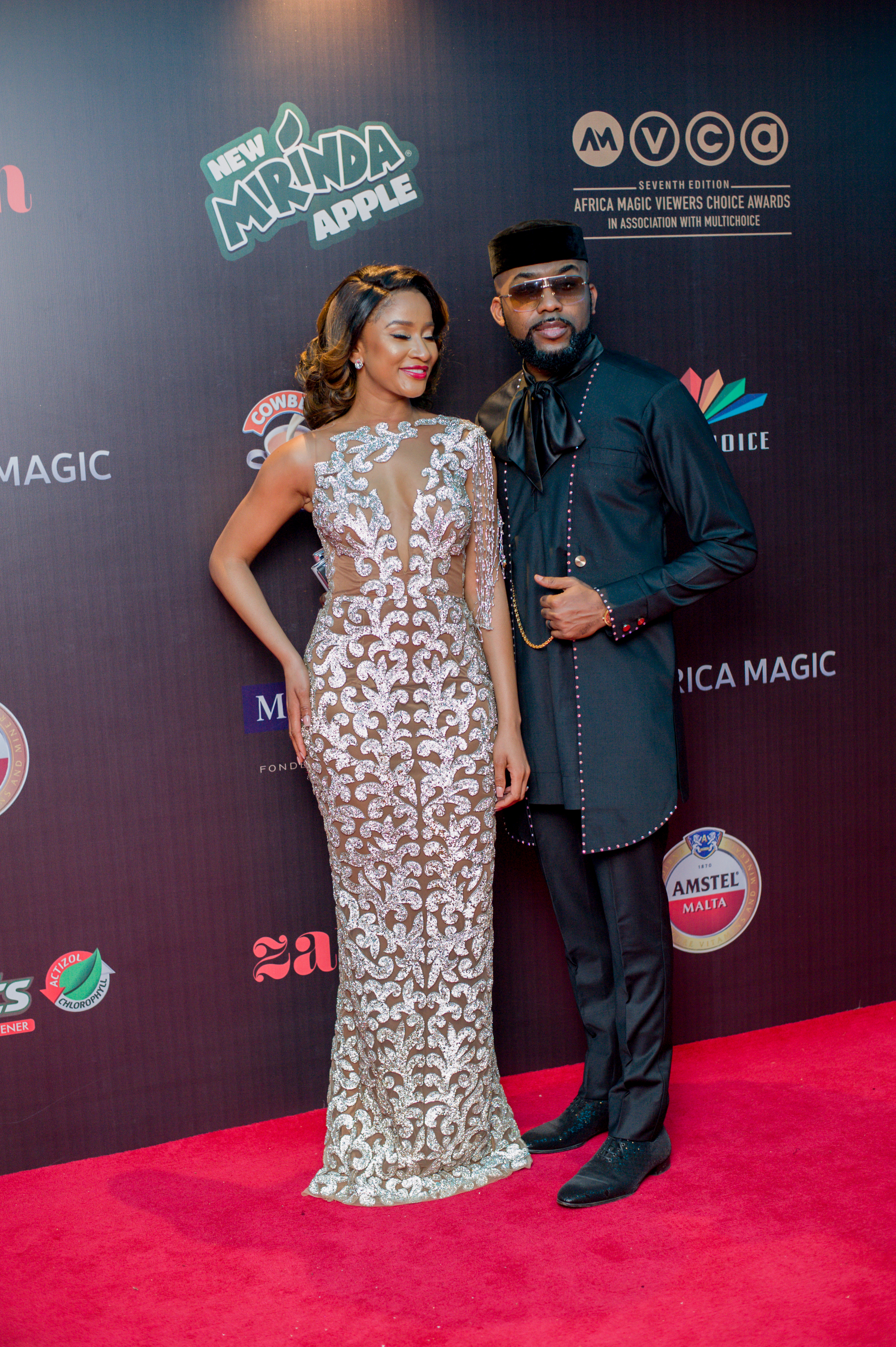
Banky W et Adesuwa Etomi aux AMVCA 2020

## Discographie

### Albums
Albums studio
- Back in the Building (2006)
- Mr. Capable (2008)
- The W Experience (2009)
- R&BW (2013)

EP
- Undeniable (2003)

Playlists
- 2017: Songs About U (2017)

### Albums de compilation
- Empire Mates State of Mind (2012)

### Quelques singles
- 2013: "Jasi"[15]
- 2014: "Jaiye Orimi"[16]
- 2015: "High Notes"[17]
- 2015: "All I Want Is You" feat. Chidinma[18]
- 2015: "Cash Only" As featured artist[19]
- 2016: "Made for You"[20]
- 2016: "Onyeuwaoma" As featured artist[21]
- 2016: "Mi Re Do (Cocoloso)" feat. Stonebwoy and Shaydee[22]
- 2021: “Selense” feat Mercy Chinwo

## Prix et nominations
- John Lennon Song Writing Award 2006, R&B Category, for 'My Regret’
- Best R&B Artiste, Nigerian Entertainment Awards 2006
- Best Male R&B Artiste, Urban Independent Music Awards, USA, 2006
- Best International Album, Nigerian Entertainment Awards 2007 for 'Mr Capable’
- Best R&B Video, Nigerian Music Video Awards 2008 for 'Don't Break My Heart’
- Best Male Vocal Performance, Hip hop World Awards 2009 for 'Don't Break My Heart’
- R&B Single of the year, 2010 Hip Hop World Awards for 'Strong Ting’
- Best R&B Singer (Male) and Best Music Video 2010 City People Entertainment Awards

## Filmographie
- The Wedding Party (2016)
- The Wedding Party 2 (2017)
- Up North  (2018)
- Sugar Rush  (2019)